# Eurytania

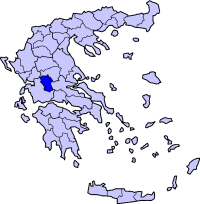
Eurytania jako prefektura na mapie Grecji (przed 2011)

Eurytania (gr. Ευρυτανία) – kraina historyczna w Grecji.
Graniczy od wschodu z Ftiotydą, od południa i zachodu z Etolią i Akarnanią (region Grecja Zachodnia), od wschodu i północnego wschodu z Karditsą (region Tesalia), a od północnego zachodu z Artą w regionie Epir. Powierzchnia Eurytanii wynosi 1867 km². W 2005 roku mieszkało tu 34855 osób.
Do 2010 oficjalna prefektura (nomos) w środkowej Grecji, ze stolicą w mieście Karpenisi.
Od 1 stycznia 2011 funkcjonuje jako jednostka regionalna Eurytania.